# Fènix 11·23
Fènix 11·23 és una pel·lícula catalana dirigida per Joel Joan i Sergi Lara, i estrenada l'any 2012, basada en fets reals. A febrer de l'any següent havia acumulat 70.000 espectadors i havia recaptat mig milió d'euros.

## Argument
A la tardor de l'any 2004, Èric Bertran, un nen de 14 anys, crea un web inspirat en Harry Potter i l'orde del Fènix per defensar la llengua catalana. A la pàgina es fa dir Fènix 11·23. Fènix per l'au que reneix de les seves cendres; 11 per l'11 de Setembre, Diada de Catalunya; i 23 per Sant Jordi. El 14 de setembre de 2004, Èric envia un correu a la empresa de supermercats Dia demanant que etiquetin els productes en català i indicant que si no el contesten abans de l'1 d'octubre, els seus companys i ell els ho tornaran a demanar no tan amablement. L'empresa s'ho pren com una amenaça de terrorisme i ho denuncia. Una nit, trenta guàrdies civils de la brigada antiterrorista de Madrid irrompen a casa seva i l'acusen de terrorista informàtic. El seu crim: enviar un correu electrònic a una cadena de supermercats demanant l'etiquetatge en català.

## Repartiment
- Nil Cardoner: Èric Bertran
- Rosa Gàmiz: Rosa Mari, mare d'Èric
- Àlex Casanovas: Ferran, pare d'Èric
- Pau Poch: Àdam, germà d'Èric
- Lluís Xavier Villanueva: Emilio, advocat d'Èric
- Roberto Álamo: Cardeñosa, capità de la guàrdia civil
- Àngels Poch: Carme
- Mireia Vilapuig: Mireia, nòvia d'Èric
- Pep Tosar: Manel, director de l'Institut d'Èric

## Premis i nominacions

### Premis
- 2013: Premi del públic al Festival Internacional de Cinema en Català.

### Nominacions
- 2013. Gaudí a la millor pel·lícula en llengua catalana.
- 2013. Gaudí al millor actor per Nil Cardoner.
- 2013. Gaudí al millor actor per Àlex Casanovas.
- 2013. Gaudí al millor director per Sergi Lara i Joel Joan.
- 2013. Gaudí al millor actor secundari per Lluís Villanueva.
- 2013. Gaudí a la millor actriu secundària per Ana Wagener.
- 2013. Gaudí a la millor direcció de producció per Anna Vilella.